# Eublemma amphidasys
Eublemma amphidasys är en fjärilsart som beskrevs av Turner 1933. Eublemma amphidasys ingår i släktet Eublemma och familjen nattflyn. Inga underarter finns listade i Catalogue of Life.